# Timothée Chalamet
Timothée Hal Chalamet (/ˈtɪməθi ˈʃæləmeɪ/  tim-Ə-thee-_-shal-Ə-may; n. 27 decembrie 1995, New York City, New York, SUA) este un actor american născut în New York, dintr-un tată francez și o mamă americancă.  
Cariera lui de actor s-a cristalizat în scurt-metraje, înainte de a apărea în serialul de televiziune Homeland. Timothée și-a făcut debutul în film în drama lui Jason Reitman, Bărbați, Femei și Copii și a apărut în filmul Interstellar, regizat de Christopher Nolan. 
În 2017 a devenit mult mai cunoscut datorită rolurilor din Lady Bird, debutul regizoral al Gretei Gerwig, și westernul lui Scott Cooper, Inamici, și, în special, pentru rolul principal din Strigă-mă pe numele tău, în regia lui Luca Guadagnino. Acesta din urmă i-a adus nominalizări pentru un Oscar, un Glob de Aur, un premiu SAG și un premiu BAFTA la categoria Cel Mai Bun Actor
El este al treilea cel mai tânăr actor nominalizat pentru premiul Oscar la această categorie.

## Copilărie și educație
Chalamet s-a născut și a crescut în Hell's Kitchen, Manhattan. Mama sa, Nicole Flender, este broker imobiliar și fostă dansatoare pe Broadway, iar tatăl lui, Marc Chalamet, este editor pentru UNICEF. Tatăl său este protestant, în timp ce mama lui este evreică. Sora lui mai mare, Pauline, este de asemenea actriță și locuiește în Paris. Unchiul lui matern este regizorul Rodman Flender, mătușa lui maternă este Amy Lippman, o scriitoare și producătoare de televiziune, și bunica sa materna, Enid Flender (născută Rodman), este o fostă dansatoare pe Broadway, iar bunicul lui matern a fost scenaristul Harold Flender.
În copilărie și-a petrecut verile în Le Chambon-sur-Lignon, un mic sat francez la aproximativ două ore de Lyon și casa bunicilor săi paterni. Apreciind enorm stilul de viață din acest oraș mic, timpul său în Franța a condus la probleme de identitate culturală: „După ce am fost acolo, am devenit o versiune franceză a mea”, a spus pentru La Presse, „Eram complet îmbibat în cultura lor și chiar visam în limba franceză”. Când era mic, visa să devină jucător de fotbal profesionist: „Am fost antrenor la o tabară de fotbal din Franța. Am antrenat copii de la șase la zece ani când aveam în jur de 13 ani."
A urmat școala primară William T. Sherman, și mai târziu selectivul program Delta de la școala generală Booker T. Washington, perioadă pe care și-o amintește ca fiind „trei ani mizerabili”, din cauza lipsei de creativitate din mediul academic riguros.
Acceptarea lui la liceul de arte Fiorello H. LaGuardia a fost un punct de cotitură în aprecierea sa pentru actorie. Timothée a declarat: „Am avut niște profesori excelenți și într-adevăr m-am îndrăgostit de actorie. Am văzut că ar putea fi și ar trebui să fie tratată ca pe un meșteșug.” Harry Lohmeyer, profesorul lui de teatru din primul an la LaGuardia, a fost atât de impresionat de audiția lui, încât a insistat pe acceptarea lui Chalamet în școală, chiar dacă el a fost respins la interviu, menționând „I-am dat cel mai mare scor pe care l-am dat vreodată unui copil la audiție.” A absolvit în 2013 și a jucat în musical-uri în roluri precum Emcee în Cabaret și Oscar Lindquist în Sweet Charity. El este, de asemenea, absolvent al YoungArts. La sfatul co-starului său din Homeland, Claire Danes, Chalamet s-a înscris la Universitatea Columbia, după ce a absolvit liceul, unde a studiat antropologia culturală. După un an de studii, s-a transferat la NYU Gallatin School of Individualized Study să-și urmeze cariera de actor.

## Cariera

### 2008-2016: Primele roluri
Copil fiind, Chalamet a apărut în mai multe reclame și a jucat în două filme de groază de scurt metraj înainte de a-și face debutul în televiziune într-un episod din serialul Law & Order (2009), jucând o victimă. A continuat cu un rol minor în filmul de televiziune Loving Leah (2009). În 2011, a debutat pe scenă în piesa din Off-Broadway, The Talls, o comedie despre maturizare, a cărui acțiune are loc în 1970, în care a avut rolul lui Nicholas, un băiat curios de 12 ani. Criticul-șef de teatru din New York Daily News a scris: „Chalamet surprinde hilar trezirea curiozității sexuale a unui prepubescent.” În 2012, el a avut roluri recurente în serialul Royal Pains și în aclamatul serial Homeland, în care l-a jucat pe Finn Walden, fiul răzvrătit al Vice-Președintelui. Împreună cu restul distribuției, Chalamet a fost nominalizat pentru un premiu Screen Actors Guild.

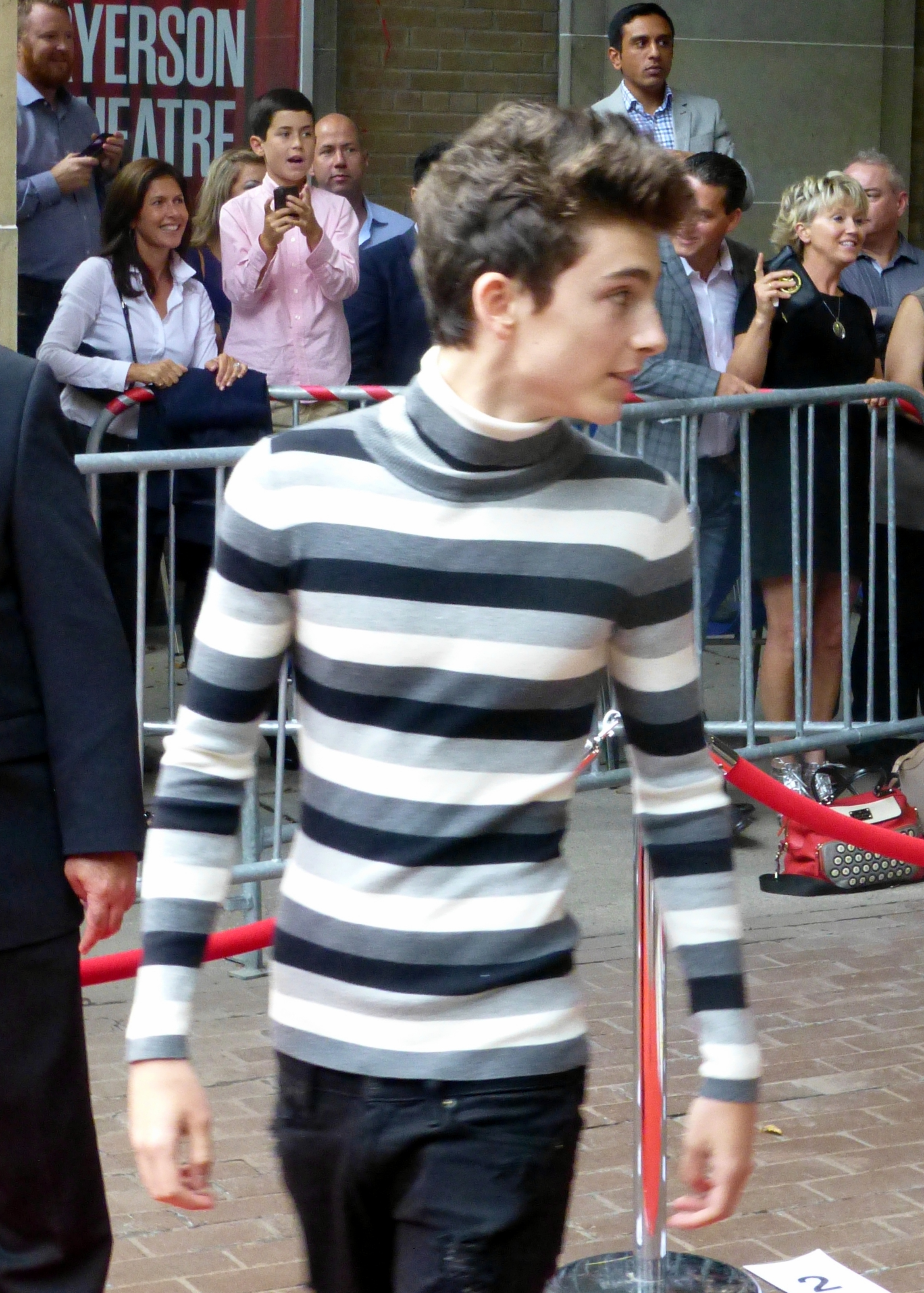
Timothée Chalamet la ediția din 2014 a Festivalului Internațional de Film din Toronto.

În 2014, și-a făcut debutul în film cu un rol minor în Bărbați, Femei Și Copii. Mai târziu în acel an, a jucat rolul lui Tom Cooper, fiul personajului lui Matthew McConaughey, în Interstellar. Filmul a primit recenzii pozitive, criticii aclamând prestația actorilor, și a avut încasări de peste 675 milioane de dolari în întreaga lume. De asemenea, în 2014, Chalamet a jucat o versiune mai tânără a protagonistului din Worst Friends, o comedie cu recenzii pozitive. În 2015, a jucat în fantasy-thriller-ul lui Andrew Droz Palermo, One & Two, având rolul lui Zac, un băiat care, împreună cu sora lui, începe să exploreze abilități neobișnuite și secrete de familie întunecate, atunci când mama se îmbolnăvește. Filmul a avut premiera la Festivalul Internațional de Film din Berlin, unde a primit, în principal, recenzii mixte, înainte de lansarea limitată în cinematografe. Următorul său rol a fost o versiune adolescentă a personajului lui James Franco în filmul The Adderall Diaries, regizat de Pamela Romanowsky. În ultimul său rol din 2015, Chalamet l-a jucat pe Charlie Cooper, nepotul ursuz al personajelor jucate de Diane Keaton și John Goodman din comedia de Crăciun Cu Dragoste, Familia Cooper, care a primit recenzii negative.
În februarie 2016, l-a jucat pe Jim Quinn în piesa autobiografică Fiul Risipitor la Manhattan Theatre Club. Ales personal de dramaturgul și regizorul John Patrick Shanley și producătorul Scott Rudin, Chalamet l-a portretizat pe Shanley în tinerețe, un copil inadaptat din Bronx într-o școală prestigioasă din New Hampshire în 1963. A primit recenzii foarte bune pentru interpretarea, câștigând nominalizări și premii. De asemenea, a jucat alături de Lily Rabe în filmul independent Miss Stevens (2016), pe Billy, un student cu probleme. Stephen Farber de la The Hollywood Reporter a scris: „Este convingător chiar și atunci când se uită în tăcere și reacționează la ceilalți actori. Atunci când urmează să explodeze de furie sau energie maniacală, e uimitor. Și în concursul de teatru, lecturarea sa a discursului culminant din Moartea unui Comis-Voiajor sugerează că acest tânăr actor are un viitor strălucit în diferite medii. (Nu știu dacă am văzut vreodată o interpretare mai bună a acelui monolog.)” Stephen Holden de La New York Times l-a comparat cu James Dean.

### 2017–prezent: Descoperire

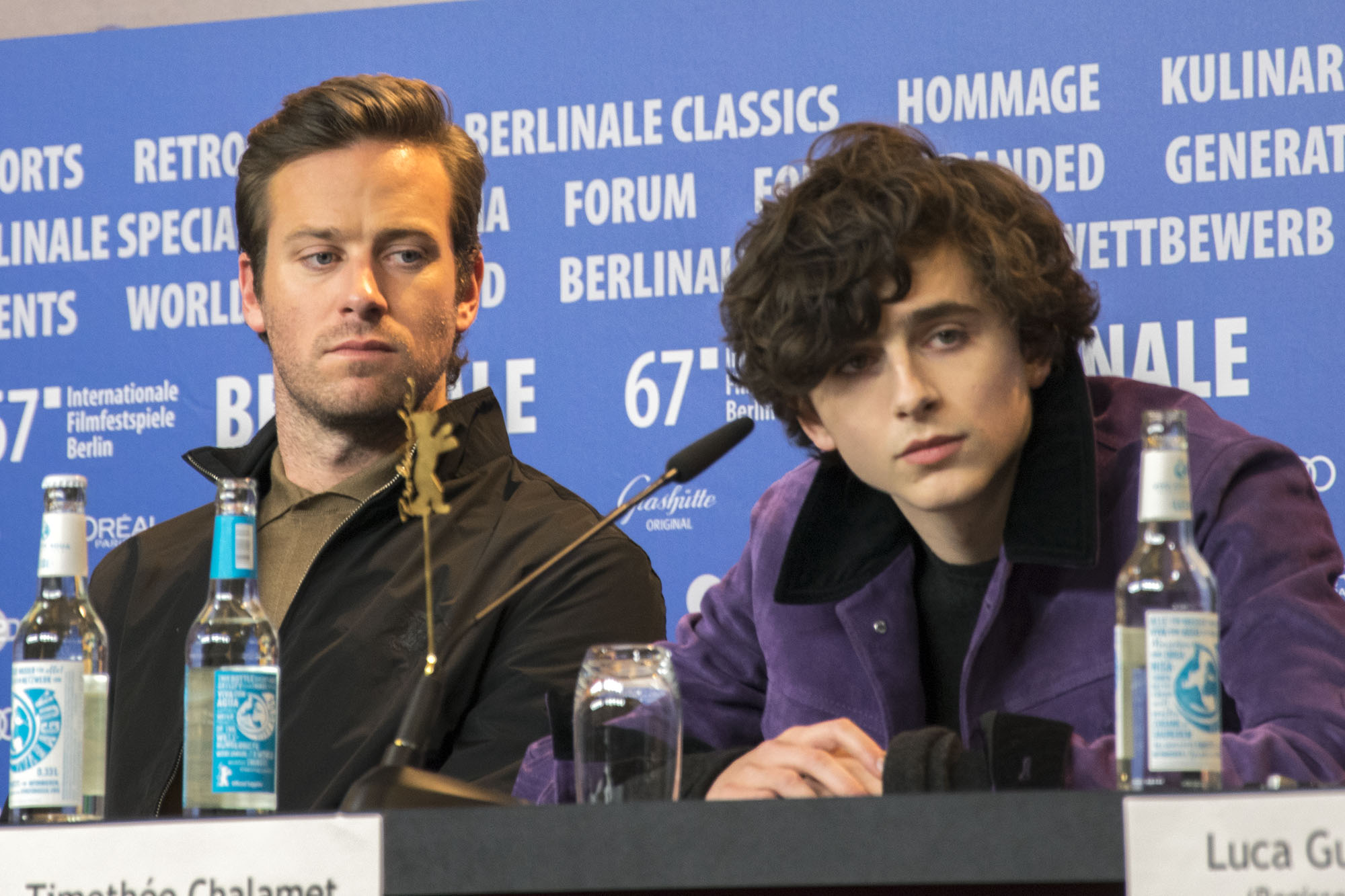
Chalamet (dreapta) și co-starul său, Armie Hammer, în 2017 la Festivalul de la Berlin, pentru Spune-mi Cum Vrei.

Chalamet a jucat în filmul Spune-mi Cum Vrei, bazat pe romanul cu același nume, de André Aciman. Povestea se învârte în jurul unui tânăr pe nume Elio care, trăind în Italia anilor '80, se îndrăgostește de Oliver (Armie Hammer), un student care a venit să stea cu familia lui. În pregătirea pentru acest rol, Chalamet a învățat să vorbească limba italiană și să cânte la chitară și pian. Filmul a avut premiera la Sundance Film Festival, unde prestația lui Timothée a fost aclamată.
Olly Richards de la revista Empire a scris: „Într-un film în care interpretarea fiecărui actor e grozavă , Chalamet strălucește peste toți ceilalți. El singur ar face filmul să merite vizionat”. Jon Frosch de la The Hollywood Reporter a scris: „Nicio interpretare din acest nu a fost simțită atât de emoțional, fizic și intelectual animată” și l-a inclus pe Chalamet în lista cu cele mai bune roluri ale anului. De asemena, New York Times l-a pus pe tânărul actor în lista lor cu cei mai buni zece actori din 2017. 
Pentru prestația sa din acest film, Chalamet a câștigat Premiul Gotham pentru Breakthrough Actor, și a primit nominalizări pentru Globul de Aur la categoria Cel Mai Bun Actor (dramă), pentru premiul SAG pentru Performanțe Remarcabile ale unui Actor Într-un Rol Principal, pentru premiul BAFTA la categoria Cel Mai Bun Actor Într-un Rol Principal și premiul Oscar pentru Cel Mai Bun Actor, printre numeroase alte premii.

## Viața personală
Chalamet locuiește în New York și deține dublă cetățenie pentru Statele Unite ale Americii și Franța. Este fluent în limba engleză și limba franceză.

## Filmografia

### Film
| An   | Titlu                 | Rol                        | Regizor                     | Note         |
| ---- | --------------------- | -------------------------- | --------------------------- | ------------ |
| 2008 | Sweet Tooth           | Samuel                     | Rory Kindersley, Jason Noto | Scurt metraj |
| 2008 | Clown                 | Clown Boy                  | Tate Steinsiek              | Scurt metraj |
| 2014 | Men, Women & Children | Danny Vance                | Jason Reitman               |              |
| 2014 | Spinners              | Jace                       | Erik L. Barnes              | Scurt metraj |
| 2014 | Interstellar          | Young Tom Cooper           | Christopher Nolan           |              |
| 2014 | Worst Friends         | Young Sam                  | Ralph Arend                 |              |
| 2015 | One and Two           | Zac                        | Andrew Droz Palermo         |              |
| 2015 | The Adderall Diaries  | Teenage Stephen Elliott    | Pamela Romanowsky           |              |
| 2015 | Love the Coopers      | Charlie Cooper             | Jessie Nelson               |              |
| 2016 | Miss Stevens          | Billy Mitman               | Julia Hart                  |              |
| 2017 | Call Me by Your Name  | Elio Perlman               | Luca Guadagnino             |              |
| 2017 | Hot Summer Nights     | Daniel Middleton           | Elijah Bynum                |              |
| 2017 | Lady Bird             | Kyle Scheible              | Greta Gerwig                |              |
| 2017 | Hostiles              | Philippe DeJardin          | Scott Cooper                |              |
| 2018 | Beautiful Boy         | Nic Sheff                  | Felix Van Groeningen        |              |
| 2019 | Rainy Day in New York | Gatsby Welles              | Woody Allen                 |              |
| 2019 | The King              | Henry V                    | David Michôd                |              |
| 2019 | Little Women          | Theodore Laurence (Laurie) | Greta Gerwig                |              |
| 2021 | The French Dispatch   | Zeffirelli B.              | Wes Anderson                |              |
| 2021 | Dune                  | Paul Atreides              | Denis Villeneuve            |              |
| 2021 | A Man Named Scott     | el însuși                  | Robert Alexander            | Documentar   |
| 2021 | Nu priviți în sus     | Yule                       | Adam McKay                  |              |
| 2022 | Bones and All         | Lee                        | și producător               |              |
| 2023 | Wonka                 | Willy Wonka                |                             |              |

### Televiziune
| An   | Titlu            | Rol                 | Note                |
| ---- | ---------------- | ------------------- | ------------------- |
| 2009 | Law & Order      | Eric Foley          | Episod: "Pledge"    |
| 2009 | Iubind-o Pe Leah | Tânărul Jake Maneta | Film de televiziune |
| 2012 | Royal Pains      | Luke                | 4 episoade          |
| 2012 | Patria           | Finn Walden         | 8 episoade          |
| 2013 | Trooper          | Lee Flaxton         | Film de televiziune |

### Piese
| An   | Titlu          | Rol             | Teatrul                |
| ---- | -------------- | --------------- | ---------------------- |
| 2011 | The Talls      | Nicholas Clarke | Teatrul McGinn/Cazale  |
| 2016 | Fiul Risipitor | Jim Quinn       | Manhattan Theatre Club |